# For the Working Class Man
For the Working Class Man è il secondo album di Jimmy Barnes pubblicato nel 1985 da Mushroom Records in formato LP, CD e MC.

## Il disco
Sul mercato internazionale il disco è stato distribuito anche con il titolo Jimmy Barnes.

## Tracce
Lato A
1. I'd Die to Be With You Tonight – 4:02 (Chas Sanford)
2. Ride the Night Away – 4:26 (Steven Van Zandt, Steve Jordan)
3. American Heartbeat – 4:10 (Jonathan Cain)

Lato B
1. Working Class Man – 3:33 (Cain)
2. Without Your Love – 4:28 (Jimmy Barnes, Tony Carey)

Lato C
1. No Second Prize – 3:42 (Barnes)
2. Vision – 3:08 (Barnes)
3. Promise Me You'll Call – 3:33 (Barnes)
4. Boys Cry Out for War – 3:58 (Barnes)

Lato D
1. Daylight – 3:21 (Barnes)
2. Thickskinned – 3:30 (Barnes, Ray Arnott)
3. Paradise – 2:45 (Barnes)